# Nguyên Vũ Tông
Nguyên Vũ Tông (元武宗, 1281 - 1311), trị vì từ năm 1307 - 1311, hay Khúc Luật Hãn (ᠬᠥᠯᠥᠭ ᠬᠠᠭᠠᠨ, Külüg Khan, хүлэг хаан), là vị Hoàng đế thứ ba của nhà Nguyên, đồng thời là vị Khả hãn của Mông Cổ trên danh nghĩa. Sau khi băng hà, ông được truy miếu hiệu là Vũ Tông, thụy hiệu là Nhân Huệ Tuyên Hiếu hoàng đế.

## Gia thế
Ông nguyên tên là Hải Sơn (tiếng Trung: 海山; tiếng Mông Cổ: ᠬᠠᠶᠢᠰᠠᠩ, Хайсан; phiên âm: Qayshan), thuộc hoàng tộc Bột Nhi Chỉ Cân (Borjigin) của nhà Nguyên. Ông là con trưởng của Thai cát Đáp Lạt Ma Bát Lạt (Darmabala), mẹ là Đáp Kỷ (Dagi), họ Hoằng Cát Lạt thị (Khunggirad). Đáp Lạt Ma Bát Lạt là anh trai Nguyên Thành Tông Thiết Mục Nhĩ, cha là Thái tử Chân Kim, con trai Nguyên Thế Tổ Hốt Tất Liệt. Xét vai vế gia tộc, ông là cháu gọi Thế Tổ bằng ông cố, gọi Chân Kim bằng ông nội, và gọi Thành Tông bằng chú ruột.
Ông có một em trai là Ái Dục Lê Bạt Lực Bát Đạt (Ayurbarwada), tức Nguyên Nhân Tông sau này.

## Sự nghiệp
Năm 1299, ông được Nguyên Thành Tông cử sang Hãn quốc Mông Cổ, thống lĩnh kỵ binh Mông Cổ bảo vệ lãnh thổ phía Tây bắc của nhà Nguyên, trấn áp cuộc nổi loạn của các Vương tử Mông Cổ do Hải Đô (Kaidu) và Đốc Oa (Duwa) cầm đầu.
Năm 1301, trận quyết chiến diễn ra, kết quả liên minh Hải Đô - Đốc Oa thất bại, Hải Đô bị tử trận. Tuy nhiên lực lượng của Hải Sơn chịu thiệt hại nặng nề và Hải Sơn bị trọng thương. Nhờ chiến công này, ông được Nguyên Thành Tông phong là Hoài Ninh vương năm 1304. Bằng năng lực chiến thuật của mình, ông dẹp yên được cuộc nổi loạn kéo dài hơn 30 năm chỉ trong vòng 2 năm sau đó. Vì vậy, ông được xem là người kế thừa sáng giá của ngôi vị Khả hãn.

## Lên ngôi Khả hãn

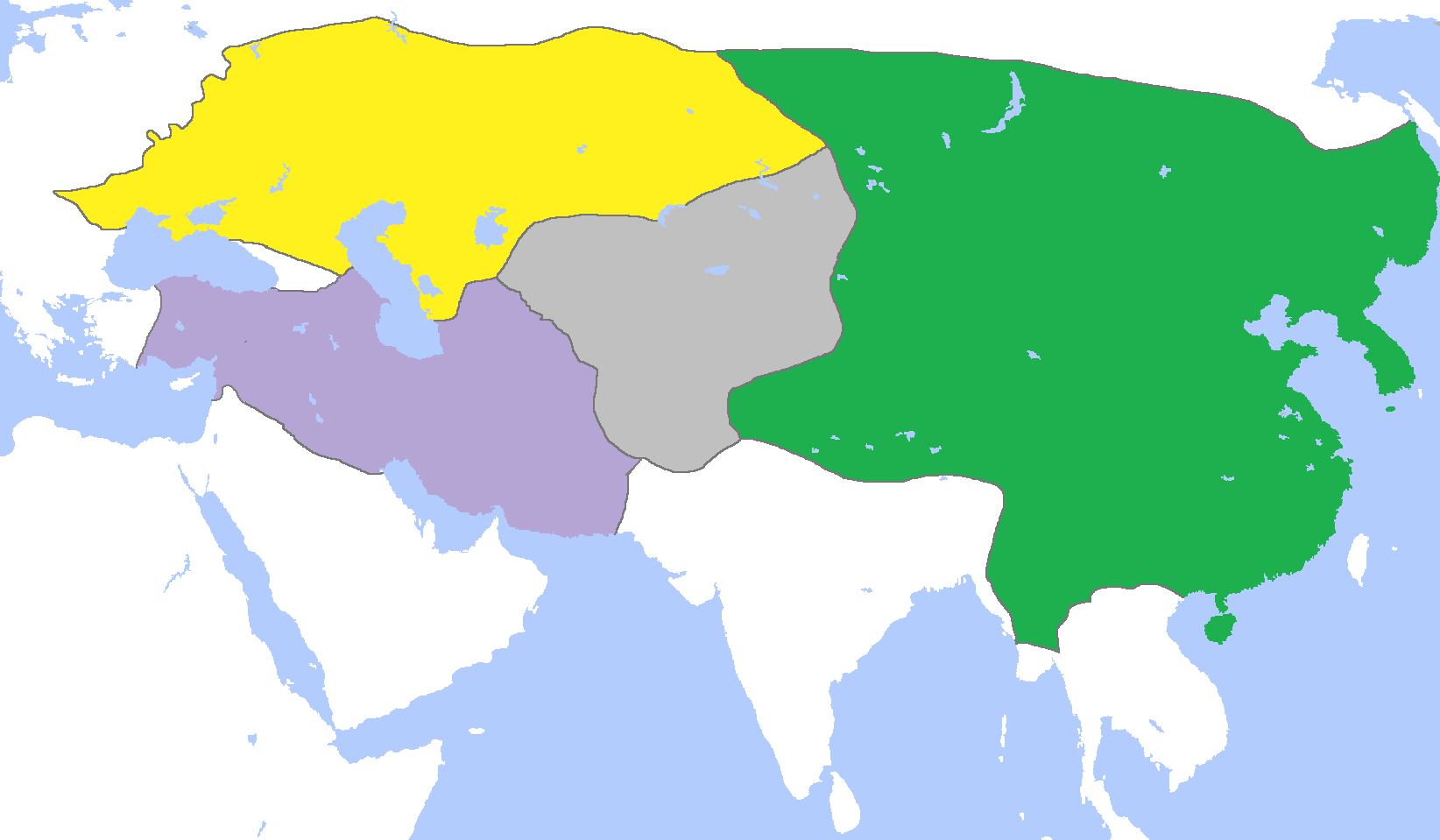
Nhà Nguyên (xanh lá) trong lãnh thổ đế quốc Mông Cổ, c. 1300.

Tháng 2 năm 1307, Nguyên Thành Tông băng hà, Thái tử cũng tạ thế nên ngôi vị bỏ trống. Hoàng hậu Bốc Lỗ Hãn (Bulugan) lâm triều giám sát, phong An Tây vương A Nan Đáp (Ananda) làm phụ chính, âm mưu phò trợ lên ngôi. Nhận được tin báo, Hải Sơn cấp tốc trở về Đại Đô, trong lúc đó, Ái Dục Lê Bạt Lực Bát Đạt, em trai Hải Sơn cùng Hữu thừa tướng Ha Lạt Ha Tôn (Harqasun) hợp mưu phát động chính biến, bắt giam cả Bốc Lỗ Hãn lẫn A Nan Đáp, ủng lập Hải Sơn lên ngôi, tức Nguyên Vũ Tông.
Sau khi lên ngôi, Hải Sơn truy phong cho cha mình, Đáp Lạt Ma Bát Lạt là Nguyên Thuận Tông; phong mẹ mình, Đáp Kỷ làm Hoàng thái hậu và Bát Đạt làm Hoàng thái đệ. Ông ra điều kiện là Bát Đạt phải chuyển quyền kế vị cho con trai mình sau khi qua đời. Sau đó, Vũ Tông lập tức xử tử Hoàng hậu Bốc Lỗ Hãn và A Nan Đáp.
Trong thời gian trị vì, Vũ Tông đã cho xây dựng nhiều ngôi chùa lớn ở Đại Đô và Thượng Đô. Dưới thời kỳ của ông, nhà Nguyên chinh phục được Sakhalin, buộc người Ainu chấp nhận quyền cai trị Đại Nguyên vào 1308. Năm 1309, Vũ Tông tiếp tục liên minh với Hãn quốc Sát Hợp Đài, tiêu diệt Hãn quốc Oa Khoát Đài, phân chia hãn quốc làm 2.
Tuy nhiên, Vũ Tông khiến mọi người thất vọng khi để lộ bản chất dâm dật, xa xỉ, ưa tổ chức tiệc tùng phung phí, vô bổ. Đối với Vương tử và quý tộc Mông Cổ, Vũ Tông khen thưởng hậu hĩnh, phong chức và ban của cải cho họ. Trên thực tế ông dùng chiến thuật lấy lòng để họ không làm loạn, nhằm củng cố địa vị và giúp thời gian trị vì của mình được yên ổn. Đặc biệt ông sùng tín Phật giáo Lạt Ma, vì thế lệnh cho Lạt ma Tây Tạng Chogdi Osor dịch kinh Phật linh thiêng sang tiếng Mông Cổ. Khi Lạt-ma phạm sai lầm, nếu không ảnh hưởng đến đất nước, ông luôn dung túng không trừng phạt. Ngoài ra ông ra luật bất cứ ai đánh một Lạt-ma sẽ bị cắt lưỡi. Luật này về sau bị Bát Đạt bãi bỏ vì trái với quy định trước giờ.

## Qua đời
Năm Chí Đại thứ 4 (1311) ngày 27 tháng 1, Nguyên Vũ Tông đột ngột băng hà. Ngay sau đó, Thái đệ Bát Đạt kế vị, tức Nguyên Nhân Tông.
Tuy từng hứa với anh trai, Nhân Tông vẫn cố tình phá vỡ bằng cách phong con ruột mình, Thạc Đức Bát Thích làm Thái tử năm 1316. Mẹ Vũ Tông đã loại các con ông là Hòa Thực Lạp và Đồ Thiếp Mục Nhĩ khỏi kinh đô. Các tướng lĩnh của Vũ Tông ngậm bồ hòn làm ngọt mãi đến khi có cơ hội phò trợ Đồ Thiếp Mục Nhĩ lên ngai vàng năm 1328.

## Gia đình
Cha mẹ:
1. Cha: Đáp Lạt Ma Bát Lạt, sau truy phong làm Nguyên Thuận Tông.
2. Mẹ: Đáp Kỷ (Hoằng Cát Lạt thị), sau truy thụy Chiên Hiến hoàng hậu.

Vợ:
- Hoàng hậu:

1. Tuyên Từ Huệ Thánh hoàng hậu (Hoằng Cát Lạt thị), tên là Chân Ca.
2. Tốc Ca Thất Lý hoàng hậu (Hoằng Cát Lạt thị), em họ của Chân Ca.
3. Hoàn Giả Đãi hoàng hậu (không rõ họ).
4. Bá Hốt Địch hoàng hậu (Khiếp Liệt thị).

- Phi tần:

1. Diệc Khất Liệt thị, con gái của công chúa Nô Ngột Luân. Mẹ đẻ của Nguyên Minh Tông. Năm Thiên Lịch thứ 2 truy phong Nhân Hiến Chương Thánh hoàng hậu.
2. Đường Ngột thị, mẹ đẻ của Nguyên Văn Tông. Năm Thiên Lịch thứ 2 truy phong Văn Hiến Chiêu Thánh hoàng hậu.

Con cái:
1. Nguyên Minh Tông Hòa Thế Lạt (1300-1329)
2. Nguyên Văn Tông Đồ Thiếp Mục Nhĩ (1304-1332)